# Куп СФР Југославије у рагбију 1972.
Куп СФР Југославије у рагбију 1972. је било 13. издање Купа комунистичке Југославије у рагбију. Играло се по правилима рагбија 15. 
Трофеј је освојила Нада.
Финале
| Рагби клуб Нада Сплит | 22 – 0 | Рагби клуб Динамо Панчево |
| --------------------- | ------ | ------------------------- |
|                       |        |                           |

| Освајач купа Југославије у рагбију 1972. |
| ---------------------------------------- |
| Рагби клуб Нада Сплит 5. трофеј          |